# Faro de Eilat
El Faro de Eilat (en hebreo: מגדלור אילת) es un faro en la localidad de Eilat, en el extremo sur de Israel. Está situado en un acantilado en el lado oeste del Golfo de Aqaba, cerca de 1,2 kilómetros (0,75 millas) al noreste de la frontera con Egipto y a 7 kilómetros (4.3 millas) al suroeste del puerto de Eilat. El sitio es localmente conocido como "la playa del faro" (hebreo: חוף המגדלור), y se utiliza para acampar y bucear. Se encuentra cerca del lugar de buceo "Universidad". El sitio está abierto, a pesar de que la escalada del acantilado podría ser difícil. La torre está cerrada al público.